# Église Notre-Dame de Beaunay
Pour les articles homonymes, voir Église Notre-Dame.
L'église Notre-Dame de Beaunay est une église catholique située à Beaunay, dans le département français de la Marne. Elle est classée monument historique.

## Historique
Cette église est construite au début du XVIe siècle à la place d'un ancien édifice. L'architecture de l'église est remaniée au milieu du XVIIe siècle. Aujourd'hui, seules la nef et les vitraux Renaissance subsistent de l'édifice originel.

## Architecture
La nef possède des piliers en bois. Le collatéral comporte trois fenêtres et un oculus.
L'autel principal, conçu au XVIIe siècle, possède un retable. Dans le transept nord, on peut trouver les restes d'une fresque représentant le Christ aux outrages.
Les vitraux de style Renaissance représentent sainte Catherine, saint Antoine ermite en Égypte, la Création, la Passion du Christ et la Vierge Marie (notamment en son Assomption).

## Protection
L'église Notre-Dame est classée au titre des monuments historiques par arrêté du 3 août 1976.